# Élection présidentielle kosovare de 2008
L'élection présidentielle kosovare de 2008 a eu lieu le 9 janvier 2008 dans la Province autonome serbe du Kosovo alors que la région est sous tutelle internationale. Elle aboutit à la réélection de Fatmir Sejdiu.
Elle est la dernière élection présidentielle avant l'indépendance du Kosovo. Fatmir Sejdiu deviendra Président de la république du Kosovo après la proclamation de la République du Kosovo.

## Candidats
| Candidat et parti politique                  | Candidat et parti politique | Candidat et parti politique | Principale(s) fonction(s) politique(s) au moment de l'élection | Commentaires                                        |
| -------------------------------------------- | --------------------------- | --------------------------- | -------------------------------------------------------------- | --------------------------------------------------- |
| Fatmir Sejdiu Ligue démocratique du Kosovo   |                             |                             | Président de la province autonome serbe du Kosovo              | Candidat de la coalition gouvernementale (PDK-LDK). |
| Naim Maloku Alliance pour l'avenir du Kosovo |                             |                             | Député à l'Assemblée du Kosovo                                 | Candidat soutenu par l'opposition.                  |

## Résultats
| Candidat | Candidat      | Parti | Voix     | Voix    | Voix    |
| Candidat | Candidat      | Parti | 1er tour | 2e tour | 3e tour |
| -------- | ------------- | ----- | -------- | ------- | ------- |
|          | Fatmir Sejdiu | LDK   | 62       | 61      | 68      |
|          | Naim Maloku   | AAK   | 37       | 37      | 31      |